# Kernfs (Linux)
En el kernel Linux , kernfs es un conjunto de funciones que brindan la funcionalidad requerida para crear pseudo sistemas de archivo para ser utilizados internamente por varios subsistemas del kernel.  La creación de kernfs resultó de separar y sacar parte de la lógica interna utilizada por sysfs, que proporciona un conjunto de archivos virtuales para exportar la información de dispositivos de hardware y conductores de dispositivo asociados del dispositivo del modelo de kernel a espacio de usuario, con una funcionalidad independiente y reutilizable y así, otros subsistemas del kernel pueden implementar sus propios pseudo sistemas de archivo de forma más fácil y consistente.
El patchset asociado, con Tejun Heo como su autor principal, se fusionó al Linux kernel mainline en kernel versión 3.14, liberado el 30 de marzo de 2014.  Uno de los usuarios primarios de kernfs es el pseudo sistema de archivo utilizado internamente por cgroups, cuyo rediseño continuó en la versión 3.15 del Linux kernel.